# Leptoperilissus baeticus
Leptoperilissus baeticus är en stekelart som först beskrevs av André Seyrig 1928.  Leptoperilissus baeticus ingår i släktet Leptoperilissus och familjen brokparasitsteklar. Inga underarter finns listade i Catalogue of Life.